# Hippodrome de la Champagne
L'Hippodrome de la Champagne se situe à Reims dans la Marne. C'est un hippodrome de trot avec une piste de 1 156 m en sable de Saint Varent avec corde à droite (une corde à droite indique le sens des virages de la course, qui seront, par définition, à droite).

## Historique
Venu à l’aviation, le Docteur Crochet médecin rémois avait entrepris et réussi, au début des années trente, à rassembler les terrains lui permettant de créer un aérodrome d’une vingtaine d’hectares au sud-ouest de l’agglomération de la ville chef-lieu, site de Maison-Blanche. Cet aérodrome dit de Bézannes cesse définitivement  d’exister en octobre 1952.
C'est sur cet ancien terrain d'aviation de Maison-Blanche qu'est construit et fonctionne sans discontinuer depuis, l'hippodrome de Reims.
Il est inauguré le dimanche 20 juillet 1952. Il est équipé d'une piste cendrée de 1000 mètres, d'une piste en herbe de 1200 mètres, de 50 mètres de tribune, de boxes pour 70 chevaux, de 22 guichets de paris-mutuel et d'un parc de stationnement pour 2000 voitures.
En 1986, Reims a été la première Société de courses en France à accueillir un Point-courses sur son hippodrome.
Après deux ans sans course, l'hippodrome de Reims rouvre ses portes le 15 mars 2015. Un changement de surface pour la piste, une tribune, de l'architecte Claude Penloup, refaite à neuf et un hippodrome connecté pour un prix de 3,5 millions d'euros à charge de la Société des courses de Reims et de la Fédération nationale des courses. Le site fait l'objet d'un bail emphytéotique avec la ville de Reims.

## Installations
L'entrée se fait par l'avenue du Président-Kennedy et le stationnement et l'entrée du public par l'avenue Robert-Schuman ou par l'arrêt Kennedy du Tramway de Reims.
L'hippodrome dispose d'une piste de trot, en sable de Saint Varent provenant de la carrière de cette commune des Deux-Sèvres en remplacement du mâchefer, de 1 156 m Longueur, dont 250 m de ligne droite, et de 18 mètres de largeur. Les virages sont relevés à 10 % pour procurer davantage de confort aux chevaux et à leurs cavaliers.
Il est équipé d'une tribune d'environ 530 places, d'un hall panoramique de 250 m2 et de 10 guichets.

## Président de la Société des Courses de Reims
La société des Courses de Reims, est une association loi de 1901, créée en 1994.
Liste des présidents de la société des Courses de Reims : 
- André Rouzaud
- Gérard de Ayala (1980-?)
- Didier Gondé
- Raoul Jahan de Lestang
- Feck
- Oscar Collard[6]
- Gilles Jeziorski (2002-2019)[7]
- Frédéric Ferraz[8]

## Grand prix
17 évènements de course par an dont 12 réunions Premium (avec paris dans le réseau PMU).
Une manche du tour de France des Trotteurs se joue à Reims la ou il est né.
Quelques prix courus sur l'hippodrome de la Champagne :
- Grand Prix de l'Hippodrome de Reims,
- Prix de la Fête de Pâques,
- Prix Châtillon Presse Reims.

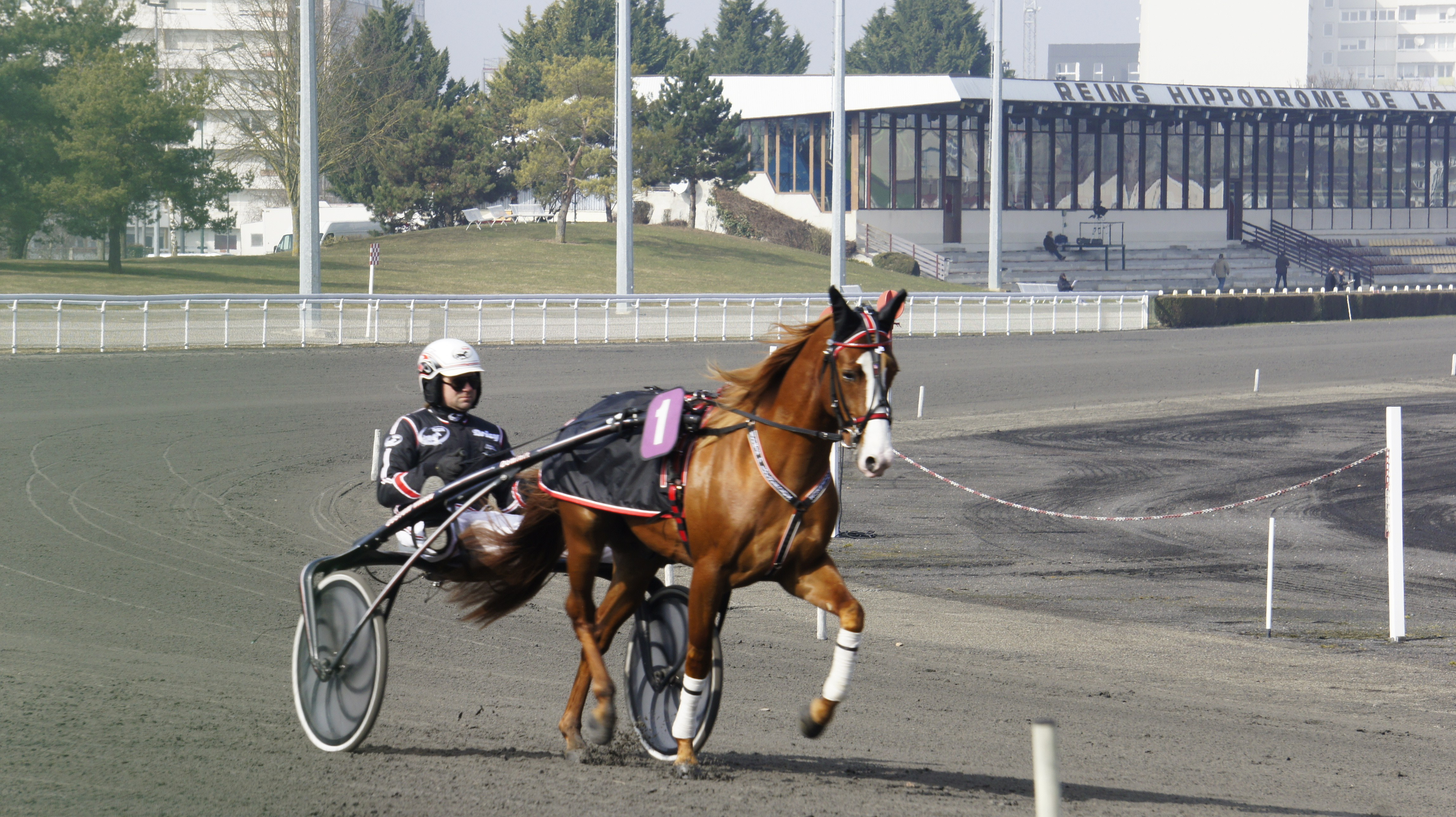
Course de trot attelé.